# تينة (داء)
التِينة أو الداء التِينيّ هو التهاب يصيب بصيلات الشعر، خاصة في منطقة اللحية، ويُصنف عمومًا بأنه حطاطي بثري ومزمن.